# Vívás a 2012. évi nyári olimpiai játékokon
A 2012. évi nyári olimpiai játékokon a vívásban tíz versenyszámban avattak olimpiai bajnokot. A versenyszámokat július 28. és augusztus 5. között rendezték. Ezen az olimpián a férfiaknál tőrben és kardban, a nőknél párbajtőrben és tőrben volt csapatverseny.

## Éremtáblázat
(A táblázatokban Magyarország sportolói eltérő háttérszínnel, az egyes számoszlopok legmagasabb értéke vagy értékei vastagítással kiemelve.)
| A 2012. évi nyári olimpiai játékok éremtáblázata vívásban | A 2012. évi nyári olimpiai játékok éremtáblázata vívásban | A 2012. évi nyári olimpiai játékok éremtáblázata vívásban | A 2012. évi nyári olimpiai játékok éremtáblázata vívásban | A 2012. évi nyári olimpiai játékok éremtáblázata vívásban | Olimpia  |
| --------------------------------------------------------- | --------------------------------------------------------- | --------------------------------------------------------- | --------------------------------------------------------- | --------------------------------------------------------- | -------- |
|                                                           | Ország                                                    | Arany                                                     | Ezüst                                                     | Bronz                                                     | Összesen |
| 1.                                                        | Olaszország (ITA)                                         | 3                                                         | 2                                                         | 2                                                         | 7        |
| 2.                                                        | Dél-Korea (KOR)                                           | 2                                                         | 1                                                         | 3                                                         | 6        |
| 3.                                                        | Kína (CHN)                                                | 2                                                         | 0                                                         | 1                                                         | 3        |
| 4.                                                        | Ukrajna (UKR)                                             | 1                                                         | 0                                                         | 1                                                         | 2        |
| 5.                                                        | Magyarország (HUN)                                        | 1                                                         | 0                                                         | 0                                                         | 1        |
| 5.                                                        | Venezuela (VEN)                                           | 1                                                         | 0                                                         | 0                                                         | 1        |
|                                                           |                                                           |                                                           |                                                           |                                                           |          |
| 7.                                                        | Oroszország (RUS)                                         | 0                                                         | 2                                                         | 1                                                         | 3        |
| 8.                                                        | Németország (GER)                                         | 0                                                         | 1                                                         | 1                                                         | 2        |
| 9.                                                        | Egyiptom (EGY)                                            | 0                                                         | 1                                                         | 0                                                         | 1        |
| 9.                                                        | Japán (JPN)                                               | 0                                                         | 1                                                         | 0                                                         | 1        |
| 9.                                                        | Norvégia (NOR)                                            | 0                                                         | 1                                                         | 0                                                         | 1        |
| 9.                                                        | Románia (ROU)                                             | 0                                                         | 1                                                         | 0                                                         | 1        |
|                                                           |                                                           |                                                           |                                                           |                                                           |          |
| 13.                                                       | Egyesült Államok (USA)                                    | 0                                                         | 0                                                         | 1                                                         | 1        |
|                                                           |                                                           |                                                           |                                                           |                                                           |          |
| Összesen                                                  | Összesen                                                  | 10                                                        | 10                                                        | 10                                                        | 30       |

## Érmesek

### Férfi
| A 2012. évi nyári olimpiai játékok férfi érmesei vívásban |                                                                                          |                                                                                              |                                                                                            |
| Versenyszám                                               | Arany                                                                                    | Ezüst                                                                                        | Bronz                                                                                      |
| Párbajtőr, egyéni                                         | Rubén Limardo · Venezuela (VEN)                                                          | Bartosz Piasecki · Norvégia (NOR)                                                            | Csong Dzsinszon · Dél-Korea (KOR)                                                          |
| Tőr, egyéni                                               | Lej Seng (Lei Sheng) · Kína (CHN)                                                        | Alá ed-Dín Abu el-Kászem · Egyiptom (EGY)                                                    | Cshö Bjongcshol · Dél-Korea (KOR)                                                          |
| Tőr, csapat                                               | Olaszország (ITA) · Giorgio Avola · Andrea Baldini · Andrea Cassarà · Valerio Aspromonte | Japán (JPN) · Avadzsi Szuguru · Csida Kenta · Mijake Rjó · Óta Júki                          | Németország (GER) · Peter Joppich · Sebastian Bachmann · Benjamin Kleibrink · André Weßels |
| Kard, egyéni                                              | Szilágyi Áron · Magyarország (HUN)                                                       | Diego Occhiuzzi · Olaszország (ITA)                                                          | Nyikolaj Kovaljov · Oroszország (RUS)                                                      |
| Kard, csapat                                              | Dél-Korea (KOR) · Ku Bongil · Kim Dzsonghvan · O Unszok · Von Ujong                      | Románia (ROU) · Rareș Dumitrescu · Tiberiu Dolniceanu · Florin Zalomir · Alexandru Siriţeanu | Olaszország (ITA) · Aldo Montano · Diego Occhiuzzi · Luigi Samele · Luigi Tarantino        |

### Női
| A 2012. évi nyári olimpiai játékok női érmesei vívásban | | |                                                                                          |
| Versenyszám                                             | Arany                                                                                                  | Ezüst                                                                                                 | Bronz                                                                                    |
| Párbajtőr, egyéni                                       | Jana Semjakina · Ukrajna (UKR)                                                                         | Britta Heidemann · Németország (GER)                                                                  | Szun Jü-csie (Sun Yujie) · Kína (CHN)                                                    |
| Párbajtőr, csapat                                       | Kína (CHN) · Szun Jü-csie (Sun Yujie) · Hszü An-csi (Xu Anqi) · Li Na · Lo Hsziao-csüan (Luo Xiaojuan) | Dél-Korea (KOR) · Szin Aram · Cshö Indzsong · Cshö Unszuk · Csong Hjodzsong                           | Egyesült Államok (USA) · Courtney Hurley · Kelley Hurley · Maya Lawrence · Susie Scanlan |
| Tőr, egyéni                                             | Elisa Di Francisca · Olaszország (ITA)                                                                 | Arianna Errigo · Olaszország (ITA)                                                                    | Valentina Vezzali · Olaszország (ITA)                                                    |
| Tőr, csapat                                             | Olaszország (ITA) · Arianna Errigo · Elisa Di Francisca · Ilaria Salvatori · Valentina Vezzali         | Oroszország (RUS) · Inna Gyeriglazova · Larisza Korobejnyikova · Aida Sanajeva · Kamilla Gafurzjanova | Dél-Korea (KOR) · Nam Hjonhi · Cson Hiszuk · O Hana · Csong Girok                        |
| Kard, egyéni                                            | Kim Dzsijon · Dél-Korea (KOR)                                                                          | Szofja Velikaja · Oroszország (RUS)                                                                   | Olha Harlan · Ukrajna (UKR)                                                              |